# Tupolev Tu-155

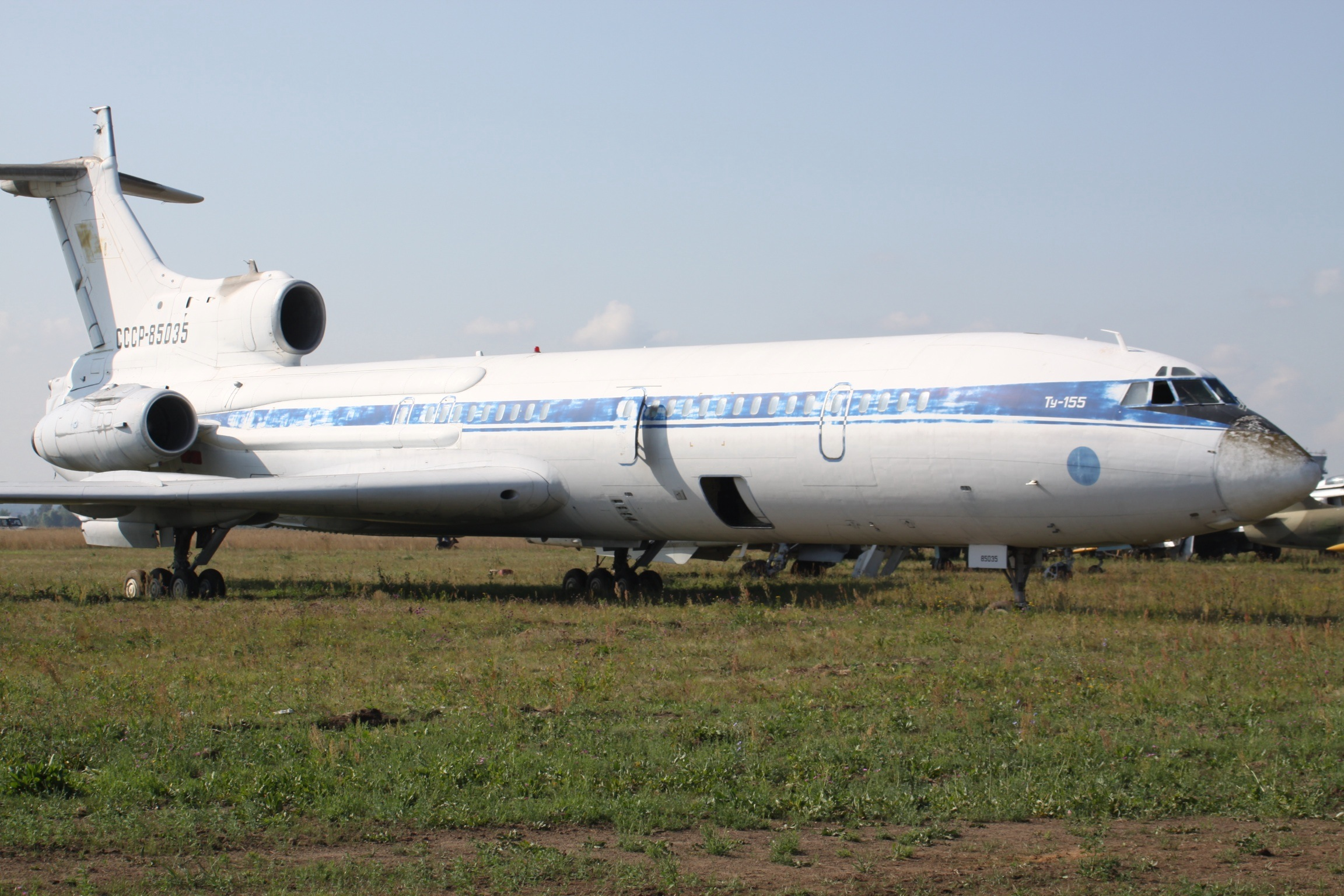
Tu-155

Tupolev Tu-155 var ett sovjetiskt experimentflygplan som endast byggdes i ett exemplar. Det är en ombyggd Tupolev Tu-154 där den mittersta motorn användes för tester av naturgas som bränsle. Under sent 80-tal testade man att flyga med flytande vätgas samt flytande metan.